# Kretische Schwertlilie
Die Kretische Schwertlilie (Iris unguicularis) ist eine Pflanzenart aus der Gattung der Schwertlilien (Iris) in der Familie der Schwertliliengewächse (Iridaceae).

## Merkmale
Die Kretische Schwertlilie ist eine kahle Staude. Sie hat ein schlankes Rhizom. Der Stängel fehlt oder ist sehr kurz.
Die Laubblätter sind schwertförmig, linealisch und messen 10 bis 50 Zentimeter × 1 bis 5 Millimeter. Abgestorbene Blätter bleiben erhalten.
Die Blüten stehen einzeln und duften. Die Kronröhre hat eine Länge von 6 bis 28 Zentimeter, was einen Blütenstiel vortäuscht. Sie ist von einem grünen, 6 bis 25 Zentimeter langen Tragblatt umgeben. Die drei zurückgebogenen äußeren Kronblätter sind an der Sitze violett, ansonsten weißlich gefärbt und violett geadert. Sie sind 4,5 bis 8 Zentimeter lang, 1 bis 2,5 Zentimeter breit und kahl. Die drei aufrechten inneren Kronblätter haben eine Länge von 6 bis 8 Zentimeter, eine Breite von 8 bis 15 Millimeter und sind violett gefärbt. Die drei flächigen Griffeläste haben spitze Lappen, sind 2,5 bis 3 Zentimeter lang, in der Nähe des Randes gelbdrüsig und liegen über den Staubblättern.
Blütezeit ist von Februar bis April, zum Teil bereits ab Dezember.
Die Chromosomenzahl beträgt 2n = 28, 40 oder 50.

## Vorkommen
Die Kretische Schwertlilie kommt in östlichen Mittelmeergebiet sowie im westlichen Mittelmeergebiet in Nordafrika vor. Sie wächst in lichten Wäldern, Garriguen und auf Felshängen.

## Systematik
Man kann mehrere Unterarten und eine Varietät unterscheiden:
- Iris unguicularis subsp. angustifolia (Boiss. & Heldr.) Greuter: Sie kommt in Griechenland und in der Ägäis vor.[2]
- Iris unguicularis subsp. carica (Wern.Schulze) A.P.Davis & Jury: Sie kommt von den Inseln der südöstlichen Ägäis bis zur südwestlichen Türkei vor.[2]
- Iris unguicularis subsp. cretensis (Janka) A.P.Davis & Jury (Syn.: Iris cretensis Janka): Sie kommt von Inseln der Ägäis bis Kreta vor.[2]
- Iris unguicularis var. syriaca (Wern.Schulze) A.P.Davis & Jury: Sie kommt von der südlichen Türkei bis zum Libanon vor.[2]
- Iris unguicularis subsp. unguicularis: Sie kommt im nordwestlichen Afrika vor.[2]